# Pohlhausen (Wermelskirchen)

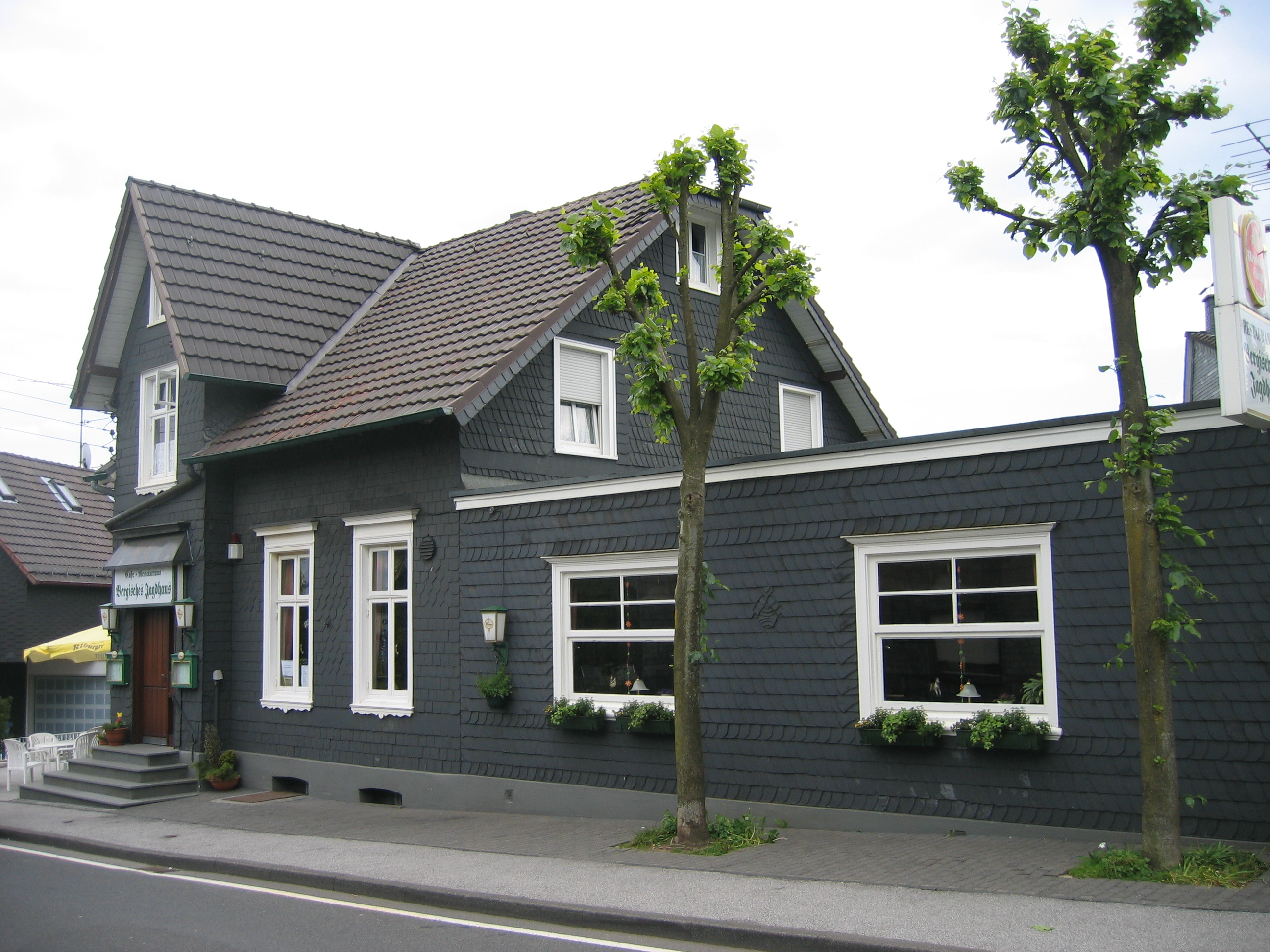
Ein Haus im Bergischen Stil in Pohlhausen

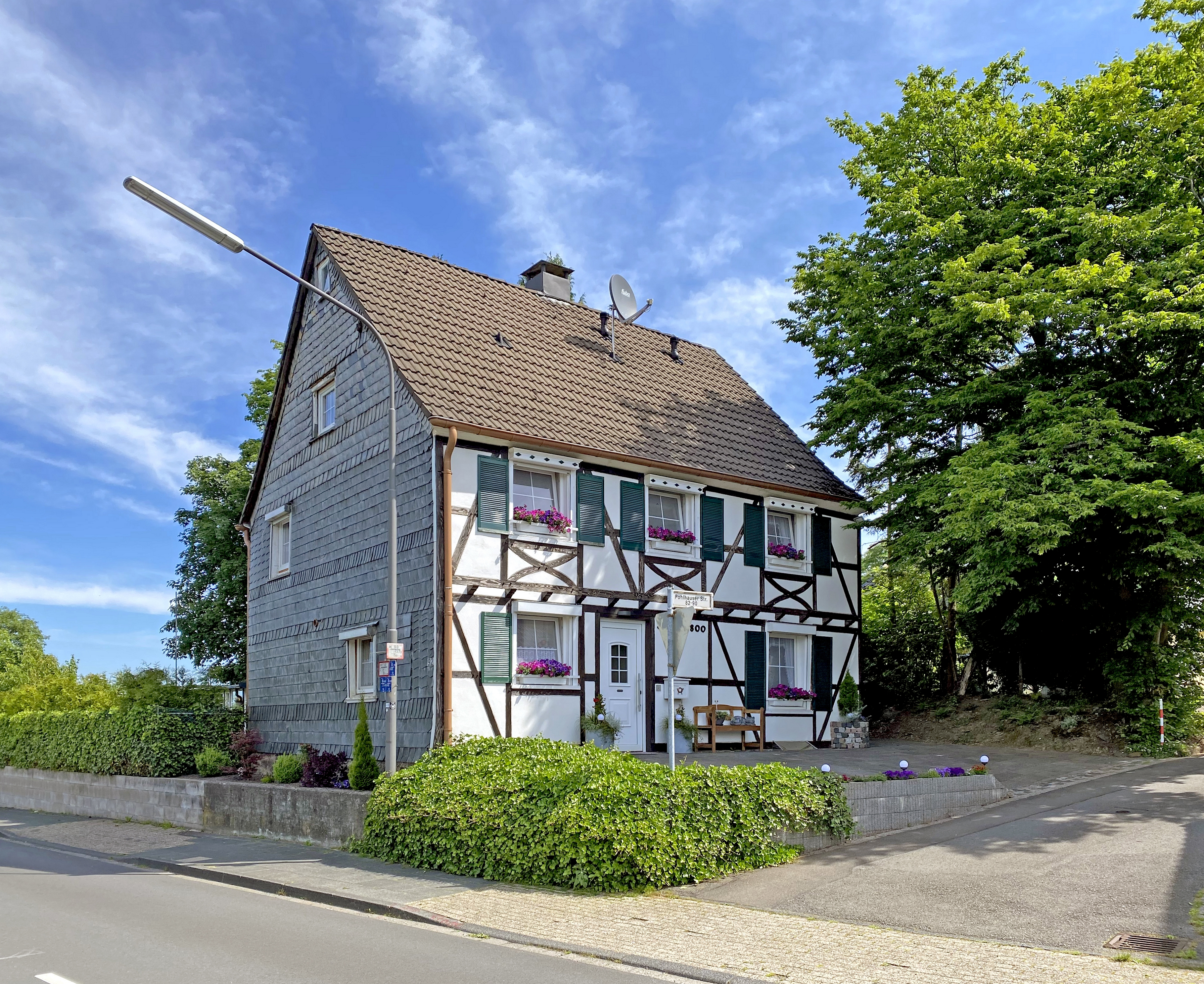
Fachwerkhaus (1800) an der Pohlhauser Straße

Pohlhausen ist ein ländlicher Stadtteil von Wermelskirchen in Nordrhein-Westfalen mit einer Höhenlage von rund 260 m. Der Ort grenzt an den Naturpark Bergisches Land. Ursprünglich bestehend aus den Ortschaften Ober-, Unterpohlhausen und Am Röttgen veränderten einige Neubaugebiete den kleinen Ort zu einem recht großen Stadtteil von Wermelskirchen. Der Ort ist umgeben von zahlreichen Waldpartien, die nördlich von Pohlhausen stark vom Orkan Kyrill (Januar 2007) in Mitleidenschaft gezogen wurden, aber zum Teil wieder aufgeforstet werden. Die früher den Ort prägende Landwirtschaft wird heute kaum noch betrieben, aber zahlreiche Wiesen zeugen noch davon und bilden zusammen mit den Wäldern die typisch hügelige Landschaft des Bergischen Landes.
Nördlich am Hang zum Eschbachtal zwischen Unterpohlhausen und Heintjeshammer liegt das Naturschutzgebiet Orchideenwiese Heintjeshammer. Es wird vom Naturschutzbund Deutschland (NABU) – Stadtverband Remscheid betreut. Östlich von Pohlhausen entspringt der Bellinghauser Bergbach, der bei Heintjesmühle etwas oberhalb des Löwenteiches dem Heintjesmühlenbach zufließt, der dann in den Eschbach mündet.

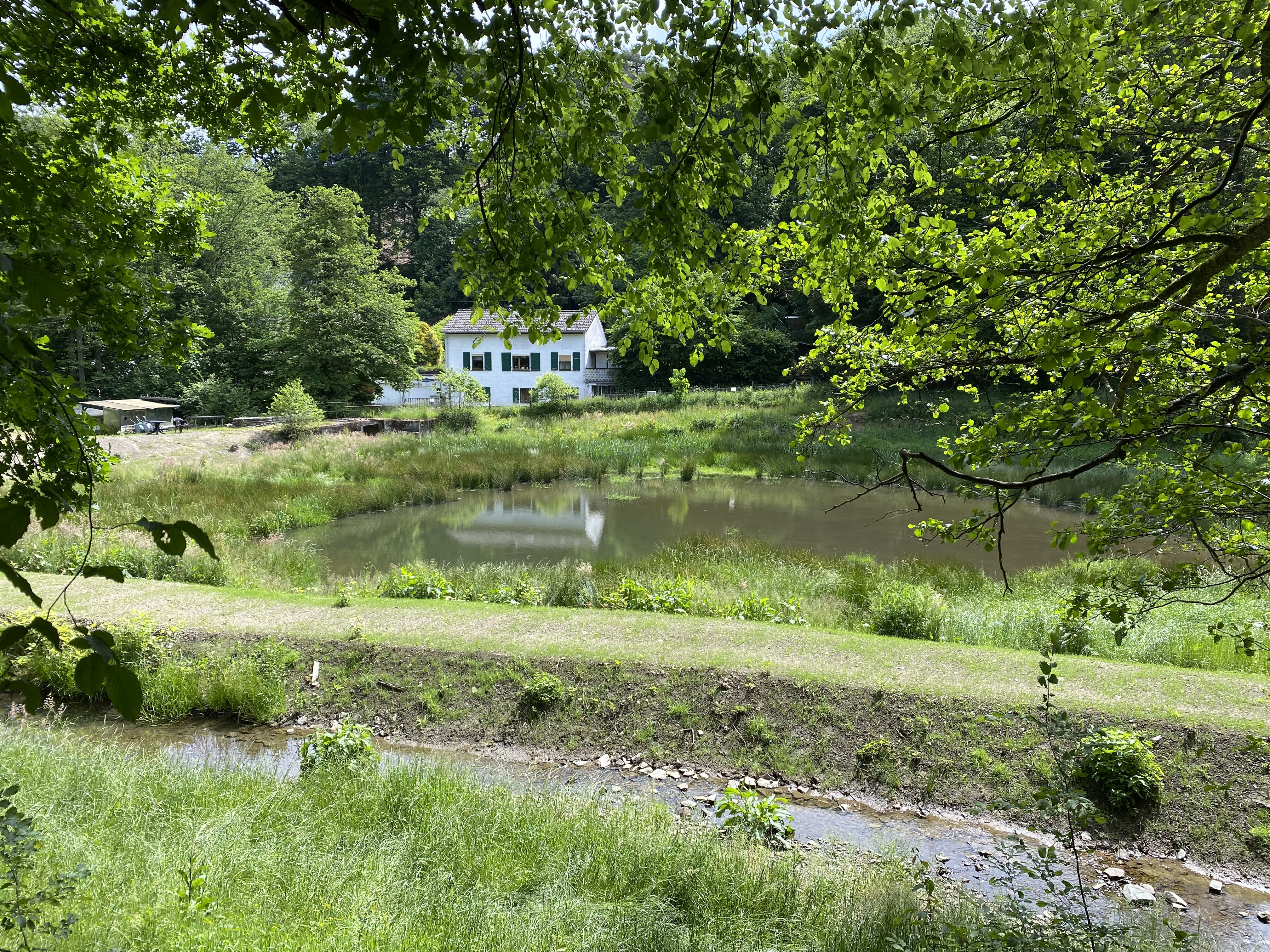
Heintjesmühlenbach mit Löwenteich an der Heintjesmühle

Neben der örtlichen Poststation, die in dem Tante-Emma-Laden im ehemaligen Bauernhof Wiesemann betrieben wird, verfügt der Ort über einen Kindergarten, einen Sportplatz und eine Tennisanlage. Die letzte Gaststätte wurde 2017 geschlossen und es besteht lediglich noch eine  Sportlerkneipe: das Vereinsheim von Tura Pohlhausen.
An Veranstaltungen sind das Osterfeuer und das jährlich stattfindende Rock-Freiluftkonzert hervorzuheben.

## Vereine
Das sportliche Angebot bestreiten Tura Pohlhausen und Tura Pohlhausen-Tennis.

## Verkehrsanbindung
Pohlhausen ist über die A 1 zu erreichen oder über die Buslinie 266 Wermelskirchen – Solingen-Burg.